# Asociación Uruguaya de Volantes
La Asociación Uruguaya de Volantes, también conocida como AUVO, es una asociación uruguaya de competidores de automovilismo de velocidad con sede en Montevideo, Uruguay. La asociación se encarga de organizar diversas competencias automovilísticas uruguayas, actualmente organiza el Superturismo Uruguayo, Superescarabajos, Super Sonic, Turismo Histórico y Fórmula 4 Uruguaya. También participó de la Fórmula 4 Sudamericana que tiene carácter regional.

## Historia
En sus inicios, la principal categoría de la AUVO era la Fuerza Libre, en la que competían indistintamente monoplazas de Fórmula 1 y sport prototipos con motores de alta cilindrada. Por su parte, la Fuerza Limitada constaba de monoplazas también de motor delantero pero limitados a 3.2 litros y seis cilindros.
En 1968 se fundaron la Fórmula 2 y la Fórmula Vee; esta última duró una década y se refundó en 1985. La Fórmula Renault se disputó desde 1982 hasta 1987. En 1987 se inauguró la Fórmula Ge.Mo. En 2002, las Fórmula 2 y 4 se combinaron para crear la Fórmula 2000. Desde 2007 hasta 2010 se disputó la Fórmula Chevrolet y desde 2012 hasta 2014 la Fórmula 4 Uruguaya, que retoma la actividad en 2016.
Desde sus inicios participaron además distintas categorías de turismos, que protagonizaron las 6 Horas de El Pinar desde 1957 hasta 1981. En 1984 se lanzó el Turismo Bimarca, en el que participaban únicamente los Ford Escort y Fiat 125; luego en 1987 se incorporó el Chevrolet Monza para conformarse el Turismo Trimarca.
En 1997 se fundó el actual Superturismo, y se creó además el Turismo Libre. En 2015, el Superturismo adoptó motores Cosworth, lo que motivó a numerosos importadores dar apoyo oficial a los equipos.
A partir de 2018, la AUVO comenzó a organizar eventos de tanda en circuito bajo el nombre de Drive Fast.

## Escenarios recientes
- Autódromo Víctor Borrat Fabini (El Pinar)
- Autódromo de Mercedes (Polideportivo Ciudad de Mercedes, Soriano)
- Autódromo Eduardo P. Cabrera (Rivera)
- Gran Premio de Montevideo
- Gran Premio de Piriápolis
- Gran Premio de Punta del Este
- Autodromo Hermanos Gálvez (Buenos Aires, Argentina)

## Campeones

### Superturismo Uruguayo
| Año  | Piloto              | Marca      | Modelo     |
| ---- | ------------------- | ---------- | ---------- |
| 1990 | Mario Fontes        | Chevrolet  | Monza      |
| 1991 | Mario Fontes        | Chevrolet  | Monza      |
| 1992 | Mario Fontes        | Chevrolet  | Monza      |
| 1993 | Enrique Rosso       | Chevrolet  | Monza      |
| 1994 | Enrique Rosso       | Chevrolet  | Kadett     |
| 1995 | Fosco Rossi         | Ford       | Escort XR3 |
| 1996 | Fernando Dacal      | Citroën    | AX GT      |
| 1997 | Alfredo Mariño      | Chevrolet  | Monza      |
| 1998 | Alfredo Mariño      | Renault    | Clio I     |
| 1999 | Alfredo Mariño      | Renault    | Clio I     |
| 2000 | Fernando Dacal      | Volkswagen | Gol        |
| 2001 | Daniel Fresnedo     | Peugeot    | 306 Break  |
| 2002 | Diego Martínez      | Renault    | Clio I     |
| 2003 | Fernando Dacal      | Volkswagen | Gol        |
| 2004 | Daniel Ferra        | Renault    | Clio I     |
| 2005 | Daniel Ferra        | Renault    | Clio I     |
| 2006 | Jorge Pontet        | Volkswagen | Gol        |
| 2007 | Juan Pablo López    | Volkswagen | Gol        |
| 2008 | Daniel Fresnedo     | Peugeot    | 206 SW     |
| 2009 | Juan Pablo López    | Volkswagen | Gol        |
| 2010 | Daniel Ferra        | Renault    | Clio II    |
| 2011 | Diego Noceti        | Volkswagen | Gol        |
| 2012 | Fernando Rama       | Peugeot    | 207 SW     |
| 2013 | Fernando Rama       | Peugeot    | 207 SW     |
| 2014 | Ignacio Paullier    | Volkswagen | Gol        |
| 2015 | Fernando Rama       | Peugeot    | 208        |
| 2016 | Rodrigo Aramendía   | Peugeot    | 208        |
| 2017 | Fernando Etchegorry | Renault    | Clio       |
| 2018 | Rodrigo Aramendía   | Peugeot    | 208        |
| 2019 | Fernando Etchegorry | Toyota     | Etios      |
| 2020 | Fernando Etchegorry | Toyota     | Etios      |
| 2021 | Fernando Etchegorry | Toyota     | Etios      |
| 2022 | Fernando Etchegorry | Toyota     | Etios      |
| 2023 | Joaquín Cafaro      | Audi       | A1         |
| 2024 | Fernando Etchegorry | Toyota     | Yaris      |

Incluye campeones del Turismo Uruguayo desde 1991 (categoría que años más tarde se transformaría en el Superturismo Uruguayo).
Desde 2016, todos los modelos compiten con motor Cosworth.
Superturismo Clase 2
| Año  | Piloto              | Marca      | Modelo     |
| ---- | ------------------- | ---------- | ---------- |
| 2018 | Guillermo Laguardia | Ford       | Escort MK7 |
| 2019 | Facundo Ferra       | Volkswagen | Gol G5     |

### Turismo Libre
| Año  | Nombre            | Marca      | Modelo |
| ---- | ----------------- | ---------- | ------ |
| 1998 | Dardo Garate      | Volkswagen | Passat |
| 1999 | Guillermo Arrieta | Chevrolet  | Monza  |
| 2000 | Fabricio Larratea | Volkswagen | Passat |
| 2001 | Fernando Vaz      | Volkswagen | Gol    |
| 2002 | Diego Pessina     | Volkswagen | Gol    |
| 2003 | Diego Pessina     | Volkswagen | Gol    |
| 2004 | Jorge Pontet      | Volkswagen | Gol    |
| 2005 | Jesus Álvarez     | Ford       | Escort |
| 2006 | Luis De Luca      | Volkswagen | Fusca  |
| 2007 | Eddy Mion         | Volkswagen | Gol    |
| 2008 | Carlo Esposito    | Ford       | Escort |
| 2009 | Diego Noceti      | Ford       | Escort |
| 2010 | Javier Aratti     | Volkswagen | Gol    |
| 2011 | Luis De Luca      | Volkswagen | Fusca  |
| 2012 | Marcelo Pessina   | Volkswagen | Gol    |
| 2013 | Diego Pessina     | Volkswagen | Logus  |
| 2014 | Diego Pessina     | Volkswagen | Logus  |
| 2015 | Richard Barbachan | Volkswagen | Gol    |
| 2016 | Alexis Castro     | Fiat       | Uno    |
| 2017 | Felipe Dogliani   | Volkswagen | Gol    |

### Superescarabajos
| Año  | Nombre              | Marca      | Modelo     |
| ---- | ------------------- | ---------- | ---------- |
| 2002 | Pascual Picerno     | Volkswagen | Escarabajo |
| 2003 | Fernando Zuasnabar  | Volkswagen | Escarabajo |
| 2004 | Gabriel Cortizo     | Volkswagen | Escarabajo |
| 2005 | Nicolas Corallo     | Volkswagen | Escarabajo |
| 2006 | Gabriel Cortizo     | Volkswagen | Escarabajo |
| 2007 | Victor Morales      | Volkswagen | Escarabajo |
| 2008 | Fernando Etchegorry | Volkswagen | Escarabajo |
| 2009 | Santiago Calleros   | Volkswagen | Escarabajo |
| 2010 | Santiago Calleros   | Volkswagen | Escarabajo |
| 2011 | Gustavo Zucco       | Volkswagen | Escarabajo |
| 2012 | Victor Morales      | Volkswagen | Escarabajo |
| 2013 | Victor Morales      | Volkswagen | Escarabajo |
| 2014 | Michell Bonnin      | Volkswagen | Escarabajo |
| 2015 | Ignacio Abelenda    | Volkswagen | Escarabajo |
| 2016 | Ignacio Abelenda    | Volkswagen | Escarabajo |
| 2017 | Matias Saporiti     | Volkswagen | Escarabajo |
| 2018 | Matias Saporiti     | Volkswagen | Escarabajo |
| 2019 | Matias Saporiti     | Volkswagen | Escarabajo |
| 2020 | Ignacio Abelenda    | Volkswagen | Escarabajo |
| 2021 | Bruno Rodríguez     | Volkswagen | Escarabajo |
| 2022 | Ignacio Massat      | Volkswagen | Escarabajo |
| 2023 | Bruno Rodríguez     | Volkswagen | Escarabajo |
| 2024 | Bruno Rodríguez     | Volkswagen | Escarabajo |

### Fórmula Vee
| Año  | Nombre              | Marca     | Motor      |
| ---- | ------------------- | --------- | ---------- |
| 1998 | José María Bonnin   | Monoposto | Volkswagen |
| 1999 | Luis de Luca        | Monoposto | Volkswagen |
| 2000 | Luis de Luca        | Monoposto | Volkswagen |
| 2001 | Federico Lamas      | Monoposto | Volkswagen |
| 2002 | José María Bonnin   | Monoposto | Volkswagen |
| 2003 | Fernando Cabeda     | Monoposto | Volkswagen |
| 2004 | Fernando Cabeda     | Monoposto | Volkswagen |
| 2005 | Fernando Cabeda     | Monoposto | Volkswagen |
| 2006 | Fernando Cabeda     | Monoposto | Volkswagen |
| 2007 | Fernando Cabeda     | Monoposto | Volkswagen |
| 2008 | Daniel Cabeda       | Monoposto | Volkswagen |
| 2009 | Fernando Cabeda     | Monoposto | Volkswagen |
| 2010 | Martin Verdecchia   | Monoposto | Volkswagen |
| 2011 | Fernando Cabeda     | Monoposto | Volkswagen |
| 2012 | Norberto Verdecchia | Monoposto | Volkswagen |
| 2013 | Martin Verdecchia   | Monoposto | Volkswagen |
| 2014 | Fernando Cabeda     | Monoposto | Volkswagen |
| 2015 | Martin Verdecchia   | Monoposto | Volkswagen |
| 2016 |                     |           |            |
| 2017 | Martín Verdecchia   | Monoposto | Ford       |
| 2018 | Alejandro Gonzalez  | Monoposto | Ford       |
| 2019 |                     |           |            |
| 2020 |                     |           |            |
| 2021 |                     |           |            |
| 2022 | Martin Verdecchia   | Monoposto | Ford       |

*En 2017 la Fórmula Vee pasó a ser Fórmula Súper Vee y cuenta con motores Ford.
|}

### Fórmula 2
| Año  | Piloto             |
| ---- | ------------------ |
| 1998 | Giordano Hernández |
| 1999 | Marcelo Marrero    |
| 2000 | Giordano Hernández |

### Fórmula 4
| Año  | Nombre                | Marca     | Motor      |
| ---- | --------------------- | --------- | ---------- |
| 1998 | Martín Cánepa         | Monoposto |            |
| 1999 | Guillermo Rivero      | Monoposto |            |
| 2000 | Juan José Botta       | Monoposto |            |
| 2001 | Jorge Burgos          | Monoposto |            |
| 2002 | Pablo Silva           | Monoposto |            |
| 2003 | Jose Pedro Passadore  | Monoposto |            |
| 2004 | Juan Manuel Garmendia | Monoposto |            |
| 2005 |                       |           |            |
| 2006 |                       |           |            |
| 2007 | Wilfredo Pomes        | Monoposto | Chevrolet  |
| 2008 | Wilfredo Pomes        | Monoposto | Chevrolet  |
| 2009 | Juan Arechavaleta     | Monoposto | Chevrolet  |
| 2010 | Wilfredo Pomes        | Monoposto | Chevrolet  |
| 2011 |                       |           |            |
| 2012 | Frederick Balbi       | Monoposto | Volkswagen |
| 2013 | Mateo Fontes          | Monoposto | Volkswagen |
| 2014 | Miguel Wohler         | Monoposto | Volkswagen |
| 2015 |                       |           |            |
| 2016 | Juan Manuel Casella   | Monoposto | Volkswagen |
| 2017 | Sebastián Cabarcos    | Monoposto | Volkswagen |
| 2018 | Diego Muraglia        | Monoposto | Volkswagen |
| 2019 | Heber Lopez           | Monoposto | Volkswagen |
| 2021 | Heber Lopez           | Monoposto | Volkswagen |
| 2022 | Matias Nuñez          | Monoposto | Volkswagen |

- Incluye los campeones de la Fórmula 2000 (2002-2004) y la Fórmula Chevrolet (2007-2010).
- Las temporadas 2011, 2015 y 2022 se suspendieron por falta de participantes.

### Sonic Racing Cup
| Año  | Nombre            | Marca     | Modelo |
| ---- | ----------------- | --------- | ------ |
| 2013 | Nicolas Collazo   | Chevrolet | Sonic  |
| 2014 | Cyro Fontes       | Chevrolet | Sonic  |
| 2015 | Camilo Arizaga    | Chevrolet | Sonic  |
| 2016 | Luis Fabini       | Chevrolet | Sonic  |
| 2017 | Carolina Larratea | Chevrolet | Sonic  |
| 2019 | Carolina Larratea | Chevrolet | Sonic  |
| 2020 | Stefano Poggio    | Chevrolet | Sonic  |
| 2021 | Carolina Larratea | Chevrolet | Sonic  |
| 2022 | Aldo Cantonnet    | Chevrolet | Sonic  |

### Turismo Histórico / Mejorado / AUVO
| Año  | Nombre               | Marca      | Modelo     |
| ---- | -------------------- | ---------- | ---------- |
| 2017 | Alejandro Bia        | Volkswagen | Passat     |
|      | Daniel Better        | Fiat       | 128        |
| 2018 | Gonzalo Álvarez      | Ford       | Escort MK2 |
|      | Julio Alonso         | Chevrolet  | Chevette   |
| 2019 | Gabriel Cagnoli      | Volkswagen | Passat     |
|      | Rodrigo Pastorino    | Peugeot    | 205        |
| 2020 | Andres Rachid        | Ford       | Escort MK3 |
|      | Diego Rivero         | Chevrolet  | Chevette   |
| 2021 | Guillermo Labandeira | Volkswagen | Gol G1     |
|      | Pedro Neyeloff       | Ford       | Escort MK1 |
| 2022 | Fernando Braz Da Luz | Fort       | Escort MK3 |
|      | Diego Rivero         | Chevrolet  | Chevette   |
| 2023 | Pedro Neyeloff       | Ford       | Escort MK3 |
|      | Fernando Castro      | Ford       | Escort MK2 |
| 2024 | Jose Soarez Netto    | Volkswagen | Gol        |
|      | Gonzalo Alvarez      | Renaul     | Clio       |

- Turismo Histórico + Turismo AUVo

### Mercedes Benz Premium Race
| Año  | Nombre           | Marca         | Modelo        | Clase              |
| ---- | ---------------- | ------------- | ------------- | ------------------ |
| 2013 | José Luis Matos  | Mercedes Benz | C200          | Premium Race       |
| 2014 | Nicolas Collazo  | Mercedes Benz | C200          | Premium Race       |
| 2015 | Andres de Araujo | Mercedes Benz | C200          | Premium Race       |
| 2015 | Nicolas Collazo  | Mercedes Benz | C200 by Berta | Super Premium Race |

En 2015 los campeonatos de las categorías Mercedes Benz no los organizó AUVO, los organizó la ACGT (Asociación de corredores de Gran Turismo) y en 2016 dejó de existir.